# Ogre Battle: The March of the Black Queen
Ogre Battle: The March of the Black Queen (伝説のオウガバトル?, Densetsu no Ogre Battle) è un videogioco di ruolo sviluppato e pubblicato da Quest nel 1993 per Super Nintendo Entertainment System. Diretto da Yasumi Matsuno, il primo titolo della serie Ogre Battle ha ricevuto conversioni per Sega Saturn e PlayStation. La versione per SNES è stata distribuita tramite Virtual Console per Wii e, solamente in Giappone, per Wii U. Nel 1995 è stato prodotto il seguito del gioco, intitolato Tactics Ogre: Let Us Cling Together.